# Aliance národních sil
Aliance národních sil (registrováno jako ALIANCE NÁRODNÍCH SIL; zkratka ANS, dříve OBČANÉ 2011) bylo české politické hnutí. Hlásilo se k levici a zastávalo nacionalistické a euroskeptické postoje. Proto obvykle bývalo, spolu se stranami, s nimiž spolupracovalo, řazeno naopak ke krajní pravici. Vzniklo v roce 2011 a jeho prvním předsedou byl Ludvík Adámek. V roce 2018 se předsedkyní stala Vladimíra Vítová a hnutí bylo přejmenováno na Aliance národních sil.

## Historie
Hnutí vzniklo v červenci 2011 pod názvem Občané 2011 a jeho prvním předsedou byl Ludvík Adámek. Na prvním webu hnutí byli za spoluzakladatele označení Karel Janko, předseda České strany národně socialistické, Zbyněk Štěpán, předseda strany Národní prosperita, a Vladimíra Vítová, předsedkyně Českého mírového fóra. Dále web uváděl 13 poradců a konzultantů, mezi nimi i 3 bývalé ministry za Českou stranu sociálně demokratickou (Jaroslav Bašta, Ivan David a Eduard Zeman).
Dne 2. června 2018 se předsedkyní stala Vladimíra Vítová a k 2. červenci téhož roku bylo hnutí přejmenováno na Aliance národních sil.
Hnutí se na svém celostátním sněmu dne 28. října 2024 samo rozpustilo s platností od stejného dne.

## Politická pozice a aktivity
ANS podle svého programu usilovalo o vystoupení České republiky ze NATO a Evropské unie, zrušení církevních restitucí a zestátnění strategických odvětví národního hospodářství a přírodního bohatství (vody a nerostných surovin). Hlásilo se k podpoře „tradiční rodiny“. Stavělo se proti „snahám o likvidaci českého státu“, „novodobému otrokářství nadnárodních firem a exekucím“, zrušení Benešových dekretů a proti „migraci plánované Evropskou unií“.
V reakci na petici za odstranění pomníku maršála Koněva v Praze 6, která nasbírala 2,4 tisíce hlasů, podalo hnutí v září 2019 na Městské státní zastupitelství Praha oznámení o podezření z trestné činnosti a poté také na svém webu publikovalo článek Manipulativní argumentace v petici Za odstranění pomníku maršála Koněva v Praze 6.
Ideologicky bylo hnutí možné klasifikovat jako sociálně konzervativní a nacionalistické (hlásící se k vlastenectví, panslavismu, antiimigračním a obecně euroskeptickým, případně proruským postojům). Samotné hnutí se hlásilo k levici, spolupracovalo nicméně s krajně pravicovými stranami. Jako krajně pravicové jej označili také Čeští elfové, Centrum proti hybridním hrozbám ministerstva vnitra, zpravodajský server Seznam Zprávy nebo Český klub skeptiků Sisyfos. Hnutí samotné dělení na pravici a levici zpochybňovalo. Web Manipulátoři.cz jeho aktivity hodnotil jako antisemitské.

## Volební výsledky

### Volby do Poslanecké sněmovny Parlamentu České republiky 2013
V předčasných sněmovních volbách v roce 2013 hnutí kandidovalo pouze v Praze, kde obdrželo 455 hlasů; za celou ČR tak získalo 0,009 %.

### Volby do Evropského parlamentu v Česku 2019
Hnutí se zúčastnilo voleb do Evropského parlamentu v roce 2019, lídrem kandidátky byl Jiří Černohorský. Hnutí obdrželo 1 971 hlasů (0,08 %), a nezískalo tak žádný mandát.

### Volby do Senátu v Česku 2020
Hnutí se zúčastnilo voleb do Senátu v roce 2020. Jedinou jeho kandidátkou byla předsedkyně hnutí Vladimíra Vítová, která kandidovala v obvodě č. 24 – Praha 9. V prvním a jediném kole získala 257 hlasů (0,73 %), takže se senátorkou nestala. Po volbách podalo hnutí stížnost k Nejvyššímu správnímu soudu pro neplatnost voleb kvůli nerovnému přístupu k médiím. Nejvyšší státní soud se vyjádřil, že „vyváženost a rovný přístup nelze v těchto souvislostech chápat mechanicky jako absolutní rovnost kandidujících subjektů, nýbrž pohledem tzv. odstupňované rovnosti“, a stížnost zamítl.

### Volby do Poslanecké sněmovny Parlamentu České republiky 2021
Hnutí kandidovalo ve sněmovních volbách v roce 2021, ve kterých získalo 5167 hlasů (0,096 %), takže žádný poslanecký mandát nezískalo.

### Volba prezidenta České republiky 2023
V prezidentských volbách v roce 2023 hnutí podporovalo poslance SPD Jaroslava Baštu.

### Volby do Evropského parlamentu v Česku 2024
V červnu 2024 se hnutí účastnilo voleb do Evropského parlamentu jako součást koaliční kandidátní listiny ALIANCE ZA NEZÁVISLOST ČR – proti přijetí eura!; jejím lídrem byl europoslanec Hynek Blaško. Blaško byl zvolen za SPD, nicméně po konfliktu vystoupil ze strany a sestavil koalici v rámci Aliance pro nezávislost. Koaliční strany byla ANS, nacionalistická Dělnická strana sociální spravedlnosti, Národní demokracie a Rozumní. Za ANS na této listině kandidoval mimo jiné také bývalý poslanec Miroslav Sládek a další členové jeho strany SPR-RSČ Miroslava Sládka.